# 艦載ヘリコプター

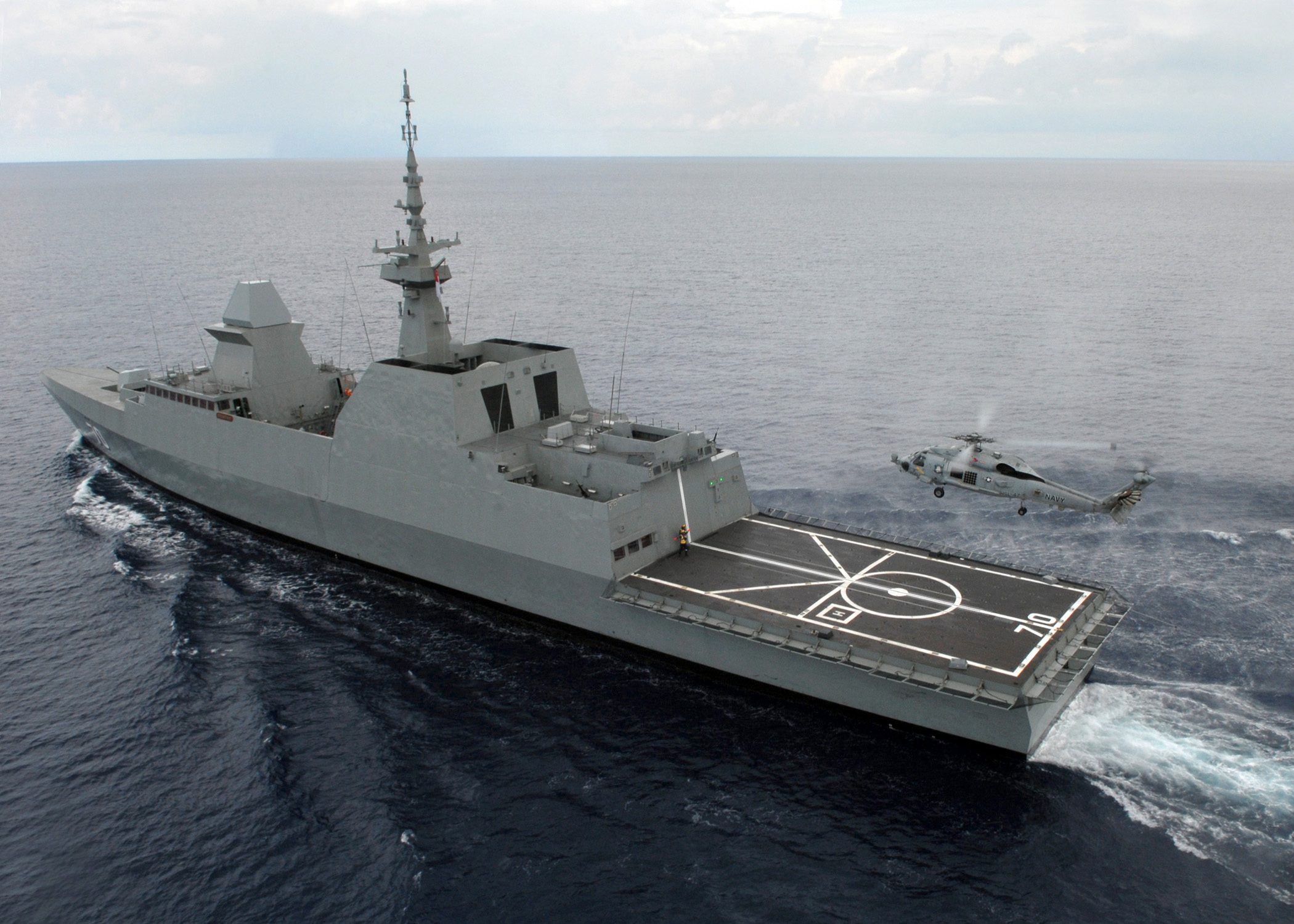
フォーミダブル級フリゲートに着艦するSH-60B

艦載ヘリコプター（かんさいヘリコプター、英語: Shipboard helicopter）は、艦載機として運用されるヘリコプター。主に対潜戦のための哨戒ヘリコプターとして用いられてきたが、軽輸送や連絡、観測など、多目的化が進んでいる。

## 黎明期

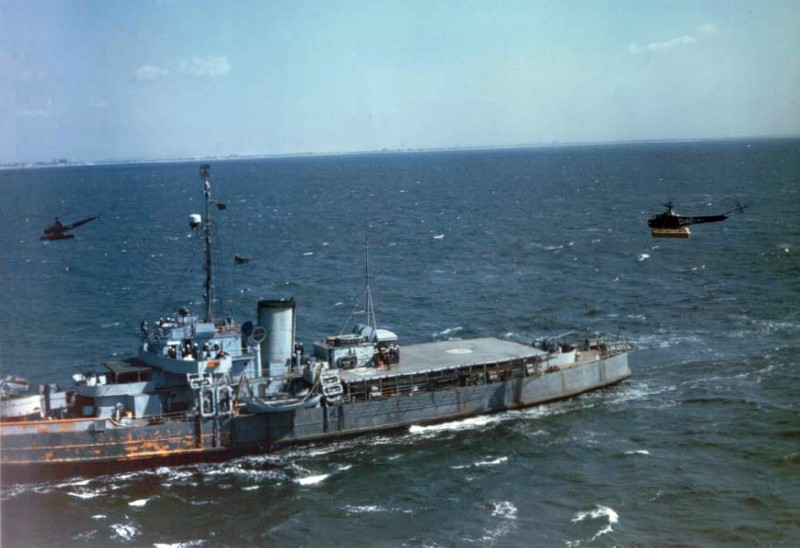
「コッブ」でのヘリコプター発着実験

ナチス・ドイツはヘリコプターの実用化に熱心な国の一つであった。空軍はフォッケウルフのFw 61を採択したのに対し、海軍はアントン・フレットナーによる設計を採択した。1939年5月にプロトタイプとしてフレットナー Fl 265が初飛行し、軽巡洋艦「ケルン」で試験飛行が行われた。また1940年からは、より高性能なフレットナー Fl 282の生産も開始され、少数機がバルト海や地中海、エーゲ海で船団護衛に投入された。1944年には1,000機もの大量発注がなされたものの、第二次世界大戦終結までにはわずか22ないし24機が完成したのみであった。
大戦中には、アメリカ軍でもヘリコプターの艦載運用が試みられた。1943年初頭にヴォート＝シコルスキー VS-300および発展型のR-4の試験飛行を視察した沿岸警備隊司令官は、海軍作戦部長アーネスト・キング大将に対し、船団護衛でのヘリコプターの有用性を主張した。キング大将もこれに同意し、R-4B（HNS-1）23機とR-5A（HO2S-1） 50機、R-6（HOS-1）100機の調達を指示した。1943年5月7日には、タンカー「バンカー・ヒル」でXR-4を用いた発着試験が行われ、アメリカ軍で初の艦船上での発着となった。沿岸警備隊はカッター「コッブ」をヘリコプターの試験艦として改装し、1945年2月にはHOS-1にディッピングソナーを搭載する実験が行われた。また1949年末までに、アメリカ海軍の戦艦・巡洋艦に搭載されていた水上機は、すべてHO3Sなどのヘリコプターに換装された。

## 哨戒ヘリコプターの艦載化

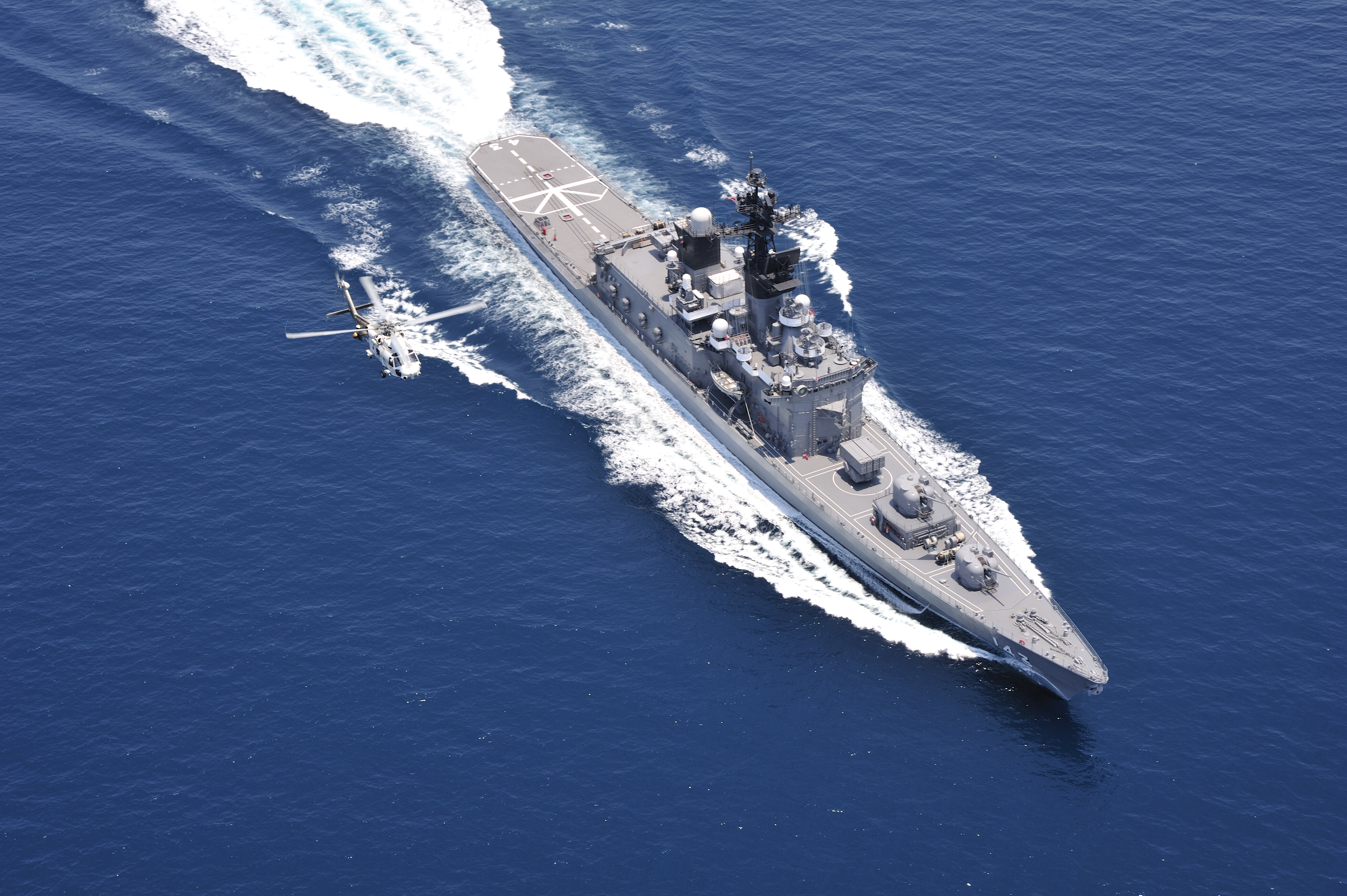
SH-60Jと併航する「しらね」

大戦後もヘリコプターの開発は継続されたものの、潜水艦の捜索・攻撃の双方を担当する場合、当時の技術ではかなり大型の機体にならざるをえなかったことから、しばらくは、艦載機というよりは対潜空母などの艦上機としての運用が主体となっていた。その後、カナダ海軍では、空母「マグニフィセント」の退役に伴う艦隊航空戦力の低下を補うため、ヘリコプターの艦載運用を志向するようになり、1956年10月にはプレストニアン級フリゲート（旧英リバー級）「バッキンガム」に仮設したヘリコプター甲板でホワールウィンドHO4Sの運用試験に成功、ベアトラップ着艦拘束装置も開発されて、1961年より、サン・ローラン級駆逐艦にシーキングを搭載する改修に着手した。
イギリス海軍でも、下記のように小型機の艦載化を志向する一方で、大型のカウンティ級駆逐艦では大型のウェセックスを搭載し、1962年より運用を開始した。また1965年から1972年にかけて、タイガー級巡洋艦がヘリコプター巡洋艦として改修され、ウェセックス4機を搭載した。フランス海軍でも、防空巡洋艦「コルベール」をタイプシップとして「ジャンヌ・ダルク」を建造し、1964年より運用を開始したが、大型の艦型にもかかわらず、平時の搭載機はアルエットIIとされた。
イタリア海軍も、シーキング3機の搭載・運用を計画してアンドレア・ドーリア級巡洋艦を建造し、1964年より就役させたものの、実際には航空艤装が適合せず、より小型のAB-204ASとなった。その後、海上自衛隊が1973年に就役させたはるな型護衛艦ではシーキング3機の搭載・運用が実現したが、これは駆逐艦級の艦艇としては世界唯一の例であった。

## 魚雷投射ヘリコプター

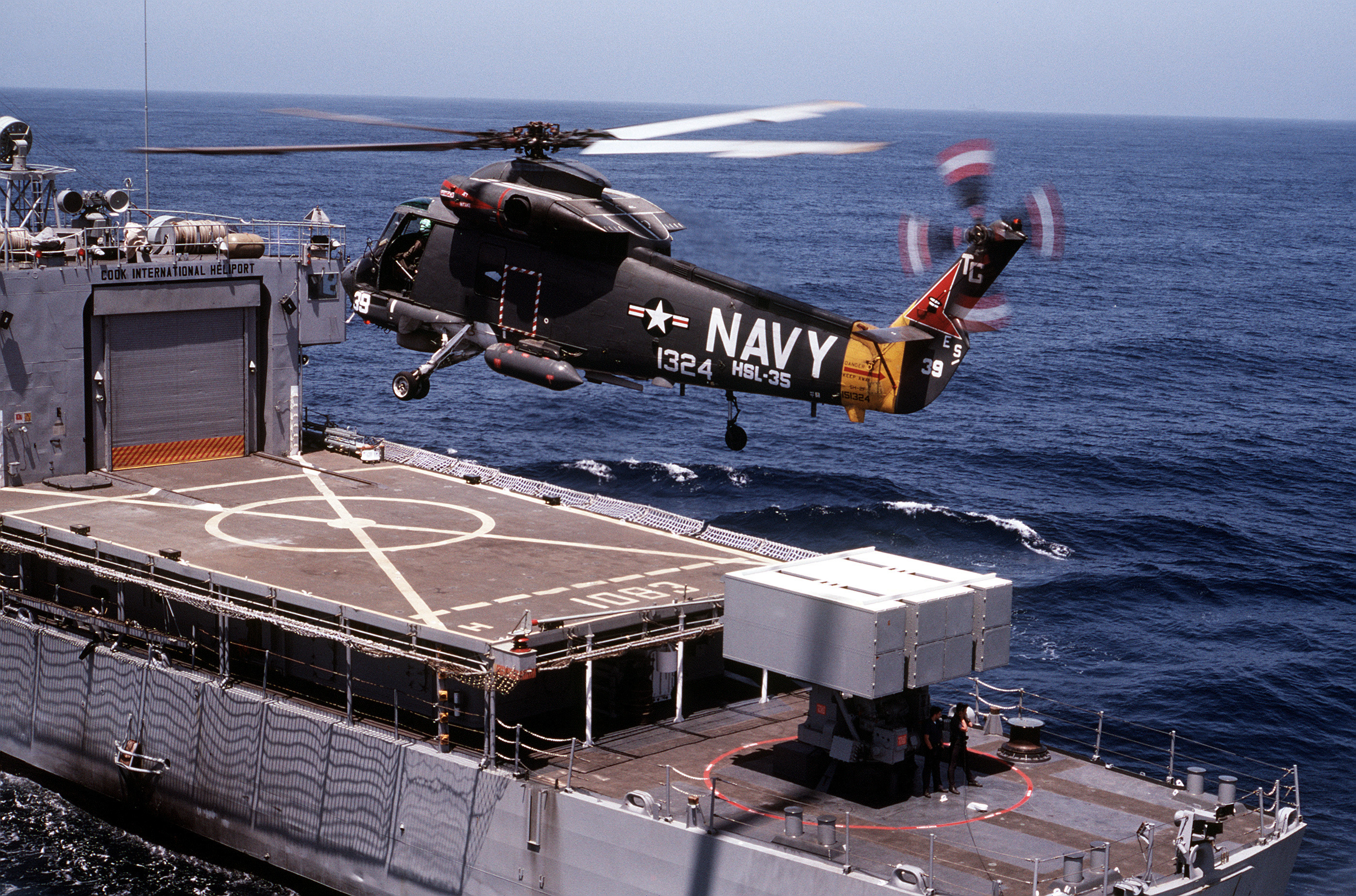
ノックス級フリゲートに着艦するSH-2F

一方、捜索は艦のソナーに任せて、ヘリコプターは攻撃に注力するならば小型の機体でも十分であり、これなら艦載機としても搭載可能であることが注目されるようになった。1956年12月、イギリス海軍では、15型フリゲート「グレンヴィル」の艦尾甲板にヘリコプター甲板を仮設し、フェアリー ウルトラライト・ヘリコプターの運用試験に供された。アメリカ海軍もこれに続き、1957年2月、フリゲート「ミッチャー」の船尾甲板で有人のHUL-1（ベル47）の発着演習が行われたのに続き、6隻の駆逐艦で同様の実験が行われ、小型航空機の艦載化についてのデータが蓄積された。1959年6月には、フレッチャー級駆逐艦「ヘイゼルウッド」の3・4番砲塔を撤去して、21.0×7.2メートルのヘリコプター甲板と、10.4×7.3×3.7メートル大の格納庫が設置された。
これらの試みを経て、イギリス海軍は有人のウェストランド ワスプを用いた中距離魚雷投射ヘリコプター（MATCH）として配備したのに対し、アメリカ海軍は無人ヘリコプターであるQH-50 DASHを配備したが、後に有人機を用いた軽空中多目的システム（LAMPS）に転換し、1971年よりSH-2Dを配備した。こちらは攻撃単能機ではなく、ソノブイの敷設など母艦を補完しての対潜捜索能力をも備えているほか、小型対艦ミサイルを搭載して対水上艦戦闘を行う能力も有している。フランス海軍も、1962年就役の「ラ・ガリソニエール」（T-56型）で護衛艦でのヘリコプター運用に着手し、当初はアルエットIIを搭載し、後にアルエットIIIに更新した。またイタリア海軍でも、同年就役のカルロ・ベルガミーニ級フリゲートではAB-204ASを搭載した。
ソ連海軍も、1948年の航空ショーで展示されていた空軍のKa-8の視察を通じてヘリコプターに興味を抱き、1950年12月には軽巡洋艦「マクシム・ゴーリキー」にKa-10が試験着艦を行なった。そして1958年より、カニン型駆逐艦の搭載機としてKa-15が運用を開始した。またその後、初の本格的な艦載ヘリコプターとしてKa-25が開発され、1961年に初飛行し、1962年よりカシン型駆逐艦に搭載されて配備された。